# Denudacija
Denudacija (lat. denudare = ogoljeti) je ogoljivanje stijena zbog razlika temperatura i atmosferilija ili širenja korijenja biljaka. 

U geologiji je zbirni naziv za sve destrukcijske morfološke procese na reljefu (erozija, derazija, abrazija, korazija...). Denudacija podrazumijeva odnošenje rahlog tla pod utjecajem egzogenih (vanjskih) procesa. To dovodi do ogoljavanja i snižavanja zemljine površine. Njen intenzitet najviše ovisi o sastavu i nagibu terena i biljnom pokrovu.